# Kumpunen (sjö i Rautavaara, Norra Savolax)
Kumpunen är en sjö i kommunerna Rautavaara och Kuopio (före 2017 Juankoski kommun) i landskapet Norra Savolax i Finland. Sjön ligger 116,9 meter över havet. Den är 0,95 meter djup. Arean är 1,07 kvadratkilometer och strandlinjen är 5,4 kilometer lång. Sjön  ingår i Vuoksens huvudavrinningsområde.   Den ligger omkring 56 kilometer nordöst om Kuopio och omkring 390 kilometer nordöst om Helsingfors. 
I sjön finns ön Kumpusensaari. Söder om Kumpunen ligger orten Saunalahti. 